# La Piccionaia
La Piccionaia è un Centro di Produzione Teatrale con sede a Vicenza.

## Storia
Nasce nel 1975 dalla compagnia Teatro del Mattino. Tra i soci fondatori Tommaso Carrara, Argia Laurini ed i figli Titino Carrara, Armando Carrara e Annalisa Carrara. Questo gesto sancisce la fine del nomadismo che aveva visto la Famiglia Carrara viaggiare per l'Italia fino alla metà degli anni sessanta.
Nel 1978 inizia la rivisitazione della tradizione familiare, con una serie di spettacoli sul teatro comico dell'Ottocento e di commedia dell'arte. Con questi ultimi la compagnia compie numerose tournée in tutto il mondo. Titino Carrara collabora come Zanni e Arlecchino con musicisti come Antony Rooley, Emma Kirkby, René Clemencic e La Schola Cantorum Basiliensis. Nel 2009 mette in scena la propria autobiografia artistica nello spettacolo "Strada Carrara" per la regia di Laura Curino.
Dalla fine degli anni novanta La Piccionaia si trasforma in una rete che comprende diverse compagnie di produzione teatrale, con una forte attenzione ai linguaggi del teatro contemporaneo e delle giovani generazioni.